# Coupe d'Europe des vainqueurs de coupe masculine de handball 1994-1995
Navigation
Coupe des Coupes 1993-1994 Coupe des coupes 1995-1996
La Coupe d'Europe des vainqueurs de coupe masculine de handball 1994-1995 est la 20e édition de la Coupe d'Europe des vainqueurs de coupe masculine de handball.
Organisée par la Fédération européenne de handball (EHF), la compétition est ouverte à 33 clubs de handball d'associations membres de l'EHF. Ces clubs sont qualifiés en fonction de leurs résultats dans leur pays d'origine lors de la saison 1993-1994.
Elle est remportée par le club espagnol du FC Barcelone, vainqueur en finale du club danois du GO Gudme.

## Résultats

### Premier tour
| Équipe 1           | Score   | Équipe 2   | Aller | Retour |
| ------------------ | ------- | ---------- | ----- | ------ |
| HC Mamuli Tbilissi | 74 – 50 | Umud Bakou | 40-20 | 34-30  |

### Seizièmes de finale
| Équipe 1             | Score   | Équipe 2                  | Aller | Retour |
| -------------------- | ------- | ------------------------- | ----- | ------ |
| Sporting Neerpelt    | 27 – 52 | FC Barcelone              | 19-26 | 8-26   |
| V&L Handbal Geleen   | 35 – 34 | Tauras Šiauliai           | 15-15 | 20-19  |
| HC Minaur Baia Mare  | 47 – 50 | Elektromos Budapest       | 24-23 | 23-27  |
| Çankaya Bel. Ankara  | 36 – 41 | Sandefjord TIF            | 20-18 | 16-23  |
| KS Warszawianka      | 49 – 52 | SG Wallau-Massenheim      | 21-24 | 28-28  |
| FC Porto             | 43 – 46 | Redbergslids IK           | 27-23 | 16-23  |
| Kaustik Volgograd    | 72 – 27 | Intercollège Nicosie      | 37-12 | 35-15  |
| RK Borec Vélès       | 40 – 35 | GAOS Arhelaos Katerini    | 22-13 | 18-22  |
| HC Mamuli Tbilissi   | 46 – 50 | Svitotekhnik Brovary      | 28-24 | 18-26  |
| USAM Nîmes (D2)      | 40 – 48 | RK Medveščak Zagreb       | 16-30 | 24-18  |
| Juventud Alcalá      | 60 – 36 | HC Bauska Riga            | 29-12 | 31-24  |
| Agro VTJ Topoľčany   | 41 – 59 | BSV Borba Lucerne         | 23-30 | 18-29  |
| Pallamano Rubiera    | 37 – 38 | Novesta Zlin              | 18-17 | 19-21  |
| Haukar Hafnarfjörður | 52 – 45 | RK Prevent Slovenj Gradec | 23-26 | 29-19  |
| HC Berchem           | 44 – 57 | Remus Bärnbach-Köflach    | 25-30 | 19-27  |
| GO Gudme             | 64 – 34 | Maccabi Rishon LeZion     | 27-22 | 37-12  |

### Huitièmes de finale
| Équipe 1             | Score   | Équipe 2               | Aller | Retour |
| -------------------- | ------- | ---------------------- | ----- | ------ |
| FC Barcelone         | 65 – 23 | V&L Handbal Geleen     | 35- 9 | 30-14  |
| Elektromos Budapest  | 43 – 40 | Sandefjord TIF         | 26-19 | 17-21  |
| SG Wallau-Massenheim | 42 – 41 | Redbergslids IK        | 22-16 | 20-25  |
| RK Borec Vélès       | 50 – 64 | Kaustik Volgograd      | 24-31 | 26-33  |
| RK Medveščak Zagreb  | 53 – 50 | Svitotekhnik Brovary   | 27-26 | 26-24  |
| Juventud Alcalá      | 44 – 49 | BSV Borba Lucerne      | 23-24 | 21-25  |
| Haukar Hafnarfjörður | 46 – 43 | Novesta Zlin           | 20-20 | 26-23  |
| GO Gudme             | 44 – 38 | Remus Bärnbach-Köflach | 18-19 | 26-19  |

### Quarts de finale
| Équipe 1             | Score   | Équipe 2             | Aller | Retour |
| -------------------- | ------- | -------------------- | ----- | ------ |
| Elektromos Budapest  | 45 – 53 | FC Barcelone         | 20-19 | 25-34  |
| Kaustik Volgograd    | 52 – 54 | SG Wallau-Massenheim | 28-23 | 24-31  |
| RK Medveščak Zagreb  | 39 – 49 | BSV Borba Lucerne    | 20-24 | 19-25  |
| Haukar Hafnarfjörður | 43 – 52 | GO Gudme             | 22-27 | 21-25  |

### Demi-finales
| Équipe 1             | Score   | Équipe 2          | Aller | Retour |
| -------------------- | ------- | ----------------- | ----- | ------ |
| SG Wallau-Massenheim | 40 – 42 | FC Barcelone      | 19-14 | 21-28  |
| GO Gudme             | 53 – 42 | BSV Borba Lucerne | 29-21 | 24-21  |

### Finale
| Équipe 1 | Score   | Équipe 2     | Aller | Retour |
| -------- | ------- | ------------ | ----- | ------ |
| GO Gudme | 46 – 57 | FC Barcelone | 24-31 | 22-26  |

## Les champions d'Europe
| Vainqueur de la Coupe d'Europe des vainqueurs de coupe 1994-1995 FC Barcelone 5e titre |

L'effectif du FC Barcelone était :
| Gardiens de but - Lorenzo Rico - David Barrufet - Albert Forcada Arrières - Iñaki Urdangarín - José Manuel Paré - Jesús Olalla - Mateo Garralda - Oriol Bosch | Demi-centres - Enric Masip - Xavier O'Callaghan - Bogdan Wenta Ailiers - Fernando Barbeito - Miguel Ventura - Antonio Carlos Ortega | Pivots - Óscar Grau - Andrei Xepkin - Juancho Pérez - Senjanin Maglajlija (de) Entraîneur - Valero Rivera |